# Ożarka
Ożarka – ciek, prawy dopływ Prosny o długości 15,1 km, w województwach łódzkim i opolskim. Źródła cieku znajdują się w Ożarowie, dalej płynie on przez Kowale, a uchodzi do Prosny na granicy Praszki i Przedmościa. Ożarka zasila duże stawy rybne, tzw. „Stawy Ożarowskie” o łącznej powierzchni ok. 20 ha, znajdujące się w Ożarowie, będące własnością Nadleśnictwa Wieluń. Średnia szerokość dna nie przekracza 2 m. Ze względu na duże spadki podłużne cieku, w jego górnym biegu umieszczono 30 stopni redukujących spadek wody.